# عوز الميلوبيروكسيداز
عوز الميلوبيروكسيداز اضطراب يتمثل بنقص كمية أو وظيفة إنزيم الميلوبيروكسيداز -وهو بروتين يحتوي على الحديد يتم التعبير عنه أساسًا في حبيبات الخلايا المتعادلة (العدلات). يوجد نوعان لعوز الميلوبيروكسيداز: أولي وراثي وثانوي مكتسب. يؤدي نقص إنزيم الميلوبيروكسيداز الوظيفي إلى ضعف كفاءة عملية القضاء على العوامل الممرضة داخل الخلايا، وخاصةً المبيضات البيضاء، بالإضافة إلى صعف إنتاج وتحرر مصائد العدلات خارج الخلية الضرورية لاحتجاز وقتل العوامل الممرضة خارج الخلية. رغم هذه الخصائص، أكثر من 95% من الأفراد المصابين بنقص الميلوبيروكسيداز لا يعانون من أي أعراض في حياتهم. بالنسبة للذين يعانون من الأعراض، أكثر الأعراض شيوعًا هي العدوى المتكررة بالمبيضات البيضاء. يعاني الأفراد المصابون بعوز الميلوبيروكسيداز أيضًا من معدلات أعلى من حالات الالتهاب المزمن. يُشخص عوز الميلوبيروكسيداز باستخدام قياس التدفق الخلوي أو التلوين الكيميائي الخلوي. لا يوجد علاج لعوز الميلوبيروكسيداز، ولكن، في الحالات النادرة التي يعاني فيها الأفراد من أعراض، يجب معالجة هذه العدوى.

## المظاهر السريرية
يعاني نحو 1/1000-1/4000 فرد في الولايات المتحدة وأوروبا و1/55000 فرد في اليابان من عوز الميلوبيروكسيداز. تشمل الأعراض الأكثر شيوعًا لعوز الميلوبيروكسيداز العدوى المتكررة، خاصةً بفطور المبيضات البيضاء. يعد هذا العرض شائع بشكل خاص لدى الأفراد الذين يعانون أيضًا من داء السكري. 
مع ذلك، لا يظهر أغلب الأفراد المصابين بعوز الميلوبيروكسيداز قابلية كبرى للإصابة بالالتهابات المزمنة التي تسببها معظم البكتيريا. يُعزى ذلك غالبًا إلى حقيقة أن غياب الميلوبيروكسيداز يؤدي إلى زيادة بلعمة العدلات وزوال حبيباتها بالإضافة إلى زيادة تطور جهاز المناعة التكيفي. هذا يعني أن جوانب أخرى من الجهاز المناعي عادةً ما تعوض عن نقص إنزيم الميلوبيروكسيداز، ما يؤدي إلى ظهور أعراض خفيفة نسبيًا.
مع ذلك، وُجد أن الأفراد المصابين بنقص الميلوبيروكسيداز يعانون من حالات التهابية مزمنة (مثل التهاب المفاصل الروماتويدي والتهاب الرئة/الجلد وأمراض الكلى/القلب، وما إلى ذلك) بنسبة أكبر مقارنةً بالأفراد الذين لديهم كمية كافية من إنزيم الميلوبيروكسيداز. يفترض الباحثون أن ذلك قد يكون نتيجة زيادة نشاط الجهاز المناعي التكيفي لدى الأفراد المصابين بعوز الميلوبيروكسيداز. هناك أيضًا بعض الأدلة على أن عوز الميلوبيروكسيداز الخلقي يرتبط بارتفاع معدلات الإصابة بالأورام الخبيثة.

## التشخيص
يمكن تشخيص نقص الميلوبيروكسيداز عن طريق قياس التدفق الخلوي أو التلوين الكيميائي الخلوي. يمكن للأجهزة المختلفة تقسيم مجموعات الكريات البيضاء (خلايا الدم البيضاء) بناءً على حجمها ونشاط البيروكسيداز. ترتبط ملونات معينة بالميلوبيروكسيداز، ويعاني الأفراد عادةً من عوز الميلوبيروكسيداز إذا أظهروا خلايا حبيبية كبيرة بدون هذه الملونات من خلال قياس التدفق الخلوي. بهذه الطريقة، يمكن تحديد وجود العدلات المترافق مع غياب نشاط البيروكسيداز.

## العلاج
لا يحتاج معظم الأفراد المصابين بنقص الميلوبيروكسيداز إلى علاج منتظم، لأنهم يعانون من أعراض خفيفة فقط، إن وجدت حتى. لا ينصح باستمرار استخدام المضادات الحيوية لدى المرضى الذين يعانون من عوز الميلوبيروكسيداز والذين لا يعانون من عدوى متكررة.
عادةً ما يختفي عوز الميلوبيروكسيداز المكتسب عند علاج الحالة الكامنة. مثلًا، عندما يحدث عوز الميلوبيروكسيداز بسبب نقص حاد في الحديد، يعيد العلاج بالحديد وظيفة الميلوبيروكسيداز إلى طبيعتها.